# Паламар, Руслан Юрьевич
Русла́н Ю́рьевич Палама́р (Паламарь; укр. Руслан Юрійович Паламар; род. 9 августа 1993, Одесса) — украинский футболист, полузащитник клуба «Виктория» (Сумы).

## Игровая карьера
Родился в Одессе. Воспитанник местных ДЮСШ-11 и «Черноморца», первый тренер — Александр Николаевич Баранов. Выступал за «моряков» в молодёжном чемпионате Украины.
В 2015 году перешёл в состав любительского одесского клуба «Жемчужина». Вместе с командой прошёл путь от любителей к профессионалам. На профессиональном уровне дебютировал в составе «Жемчужины» 20 июля 2016 в победном (1:2) выездном поединке 1-го предварительного этапа Кубка Украины против запорожского «Металлурга». Руслан вышел на поле в стартовом составе и отыграл весь матч. На 3-й минуте поединка отличился голом в воротах запорожского коллектива. Во второй лиге дебютировал 24 июля 2016 года в победном (3:0) домашнем поединке 1-го тура против «Никополя-НПГУ». Пономарь вышел на поле в стартовом составе и отыграл весь матч, на 73-й минуте отличился голом. В сезон 2016/17 в составе «Жемчужины» становился победителем турнира второй лиги. Далее играл за «Балканы», «Николаев» и «Горняк-Спорт».
Летом 2022 года подписал годичный контракт с клубом Премьер-лиги «Минай». В высшем дивизионе дебютировал 29 августа 2022 года в игре с «Александрией», заменив на 84-й минуте Игоря Гончара.
Осенью 2023 года выступал за клуб «Нива» (Бузовая). За «Ниву» сыграл в 17 поединках, забил семь мячей (четыре с пенальти). После реорганизации оставил этот клуб. В феврале 2024 года подписал контракт с клубом Первой лиги «Диназ».

## Достижения
«Жемчужина» (Одесса)
- Победитель Второй лиги Украины: 2016/17